# Parori
Parori este un oraș în Grecia în prefectura Arcadia.